# جيري جيدليكا
جيري جيدليكا (بالتشيكية: Jiří Jedlička)‏ هو سباح تشيكي، ولد في 5 فبراير 1987 في باردوبيتسه في التشيك.

## وصلات خارجية
- جيري جيدليكا على موقع الاتحاد الدولي للسباحة (الإنجليزية)
- جيري جيدليكا على موقع أوليمبيديا (الإنجليزية)
- جيري جيدليكا على موقع اللجنة الأولمبية التشيكية (التشيكية)